# Kysyl-Tuu (Tong)
Kysyl-Tuu (deutsch: Rotes Banner) ist ein Ort im Rajon Tong im Oblus Yssyk-Köl in Kirgisistan. Im Jahr 2009 lebten 1407 Menschen in Kysyl-Tuu, das insbesondere durch die Herstellung von Jurten eine gewisse Bekanntheit erlangt hat.

## Lage
Kysyl-Tuu liegt südlich des Gebirgssees Yssyk-Köl im Osten Kirgisistans im Gebirge Tian Shan auf einer Höhe von 1700 Metern. Auf Grund der vielen Pappeln, die in der Umgebung des Orts und insbesondere am Bachlauf des Ak-Terek wachsen, war Kysyl-Tuu früher unter dem Namen Ak-Terek bekannt, was übersetzt weiße Pappel bedeutet. In circa 12 Kilometer Entfernung vom Ort befindet sich der sehr salzhaltige kleine See Kara Köl in einer Senke am Ufer des Yssykköl.

## Geschichte
Die Geschichte von Kysyl-Tuu beginnt im 19. Jahrhundert, als der Ort gegründet wurde. Während der Sowjetära erhielt Kysyl-Tuu seinen heutigen Namen, der auf den Erhalt des Roten Banners, eines Preises für erfolgreiche Arbeit, in den 1930er-Jahren verweist.
Seit vielen Jahren findet in Kysyl-Tuu jährlich das Festival Kiyiz Duino statt, das der Förderung kirgisischer Bräuche und Traditionen gewidmet ist und Tausende von Besuchern anzieht. Bei dem Festival werden unter anderem Pferderennen ausgetragen, die Kunst der Jurtenherstellung präsentiert und lokale Produkte angeboten.

## Jurtenherstellung
Kysyl-Tuu ist bekannt für die Herstellung traditioneller kirgisischer Jurten und genießt auf diesem Gebiet einen exzellenten Ruf. Circa 80 % der Menschen im arbeitsfähigen Alter im Ort sind in der Jurtenherstellung beschäftigt. 102 Meister für die Herstellung der kerege genannten Holzgestelle der Jurten gibt es allein in Kysyl-Tuu. Die weiblichen Bewohner von Kysyl-Tuu sind überwiegend in der Gestaltung der Innenausstattung der Jurten tätig, wobei die verwendeten Ornamente als besonders prachtvoll und filigran gelten. Jurten aus Kysyl-Tuu sind in Kirgisistan weit verbreitet und werden auch exportiert. Auf Grund dieser Spezialisierung trägt Kysyl-Tuu den Spitznamen Dorf der Jurtenmacher.
Die Jurtenherstellung hat dafür gesorgt, dass Kysyl-Tuu inzwischen auch von Touristen besucht wird, die sich für diese kirgisische Tradition interessieren. Touristen können bei einem Besuch des Orts die Herstellung einer Jurte beobachten oder bei einem Workshop selbst eine Jurte bauen helfen.